# Luparella
Luparella è un film del 2002 diretto da Giuseppe Bertolucci, edizione filmata per la TV dell'omonima piece teatrale di Enzo Moscato. Presentato alla 59ª Mostra internazionale d'arte cinematografica di Venezia, è stato trasmesso da Rai 2 la sera del 14 dicembre 2002.

## Trama
Nana vive a Napoli nel 1943. Quando i tedeschi invadono la città, quasi tutti gli ospiti e i dipendenti del bordello dove vive se ne vanno. Rimangono solo Nana e Luparella, un'altra prostituta, incinta. Nana aiuta la collega nel parto del piccolo, ma la madre muore. Un ufficiale nazista molesta il cadavere, inducendo Nana a vendicare Luparella in modo appropriato.